# We Only See Each Other at Weddings and Funerals
"We Only See Each Other at Weddings and Funerals" es el primer episodio de la serie de televisión web de superhéroes estadounidenses The Umbrella Academy, basada en la serie de cómics del mismo nombre . El episodio, que se lanzó originalmente en Netflix el 15 de febrero de 2019, fue dirigido por Peter Hoar y escrito por el desarrollador de la serie Jeremy Slater .

## Trama
El 1 de octubre de 1989, cuarenta y tres mujeres dieron a luz a cuarenta y tres hijos, a pesar de que ninguna de ellas mostró ningún signo de embarazo hasta que comenzó el parto. Siete de esos niños fueron adoptados por el excéntrico multimillonario Sir Reginald Hargreeves y se convirtieron en un equipo de superhéroes conocido como "The Umbrella Academy".
En el presente, cinco de estos niños, ahora adultos, viven vidas separadas. Luther "Número 1" vive en la luna, Diego "Número 2" detiene un allanamiento de morada, Allison "Número 3" camina por la alfombra roja en el estreno de una película, Klaus "Número 4" deja la rehabilitación e inmediatamente comienza a consumir drogas, y Vanya "Número 7" toca el violín. Después de ver las noticias, todos se enteran de la muerte de Sir Reginald Hargreeves.
Los niños deciden reunirse en su antiguo hogar, la Academia, para hablar sobre la muerte de su padre. Al visitar el dormitorio de su padre, Luther comienza a sospechar que su padre fue asesinado por uno de los otros, ya que le falta el monóculo. Diego le asegura a Luther que el forense declaró que Sir Reginald murió de insuficiencia cardíaca, pero que Luther sigue sospechando.
En un flashback de la primera aparición pública de Umbrella Academy, la Academia detuvo con éxito un robo a un banco. Sir Reginald y Vanya ven la acción desde una azotea, y Vanya pregunta por qué no puede ayudar. Sir Reginald le dice a Vanya que ella simplemente no es especial, y más tarde en una entrevista, le dice al público que adoptó a seis niños, en lugar de siete.
De vuelta al presente, una tormenta eléctrica hace que el grupo salga. Una vez allí, ven como un joven Cinco "Número 5", uno de los hermanos, llega a la Academia a través de una extraña bola de energía azul. Five explica que viajó al futuro, regresó y quedó atrapado en su cuerpo de 13 años, aunque en realidad es un hombre de 58 años. Más tarde, el grupo celebra un funeral por Sir Reginald.
En un flashback, Sir Reginald entrena y monitorea a todos los niños. También les hace a todos un tatuaje de un paraguas en sus muñecas, excepto a Vanya, que dibuja su propio tatuaje de paraguas con un bolígrafo. En el presente, el grupo se part ways .
Cinco visita una cafetería, donde mata a varios hombres que intentan secuestrarlo. En un río, se revela que Diego tomó el monóculo de Sir Reginald, que arroja a un río. Klaus, que tiene la capacidad de hablar con los muertos, comienza a hablar con su hermano muerto, Ben "Número 6" . El episodio termina con Five visitando a Vanya, donde le dice que en ocho días la raza humana llegará a su fin, pero no sabe por qué ni cómo.

## Desarrollo
"We Only See Each Other at Weddings and Funerals" fue escrito por el desarrollador de la serie Jeremy Slater . La escena de apertura se filmó en el Wallace Emerson Community Center, la secuencia del banco se filmó en la estación LIUNA y la presentación de Vanya tuvo lugar en el Elgin Theatre .

## Recepción

### Recepción de la crítica
En Vulture, el episodio recibió una calificación de 5/5 estrellas, con el periodista Scott Meslow elogiando el ritmo del episodio, especialmente el montaje de apertura, afirmando que "En un montaje cinético y tremendamente editado, ambientado en un popurrí de violín de canciones de Phantom de la Ópera, de todas las cosas, nos presentan formalmente a los niños de Hargreeves ". Kate Kosturski, que escribe para el sitio web en línea Multiversity Comics, aplaudió el desarrollo del episodio y su final, afirmando que "Al igual que con cualquier buen estreno, la mayoría de este episodio construyó el mundo de la familia Hargreeves, pero tenemos una muestra de lo que por venir esta temporada en el último acto ".
Algunos críticos señalaron similitudes entre The Umbrella Academy, Doom Patrol de DC Universe y la serie X-Men de Marvel Comics, tanto positiva como negativamente.

### Reconocimientos
En el premio ADG a la excelencia en el diseño de producción de 2020, "We Only See Each Other at Weddings and Funerals" ganó el premio a la excelencia en el diseño de producción para una serie contemporánea de una sola cámara de una hora . En la 71a edición de los premios Emmy Primetime Creative Arts, el episodio fue nominado para el premio Emmy al Diseño de producción sobresaliente para un programa narrativo contemporáneo (una hora o más) .